# بايس (لاعب كرة قدم)
بايس (بالبرتغالية: Enoque Vicente Paes‏) هو لاعب كرة قدم برازيلي في مركز حراسة المرمى، ولد في 11 ديسمبر 1982 في ريو دي جانيرو في البرازيل. لعب مع نادي أفاي لكرة القدم.

## وصلات خارجية
- بايس (لاعب كرة قدم) على موقع قاعدة بيانات كرة القدم.إي يو (الإنجليزية)
- بايس (لاعب كرة قدم) على موقع Soccerway.com (الإنجليزية)